# 现状梯子

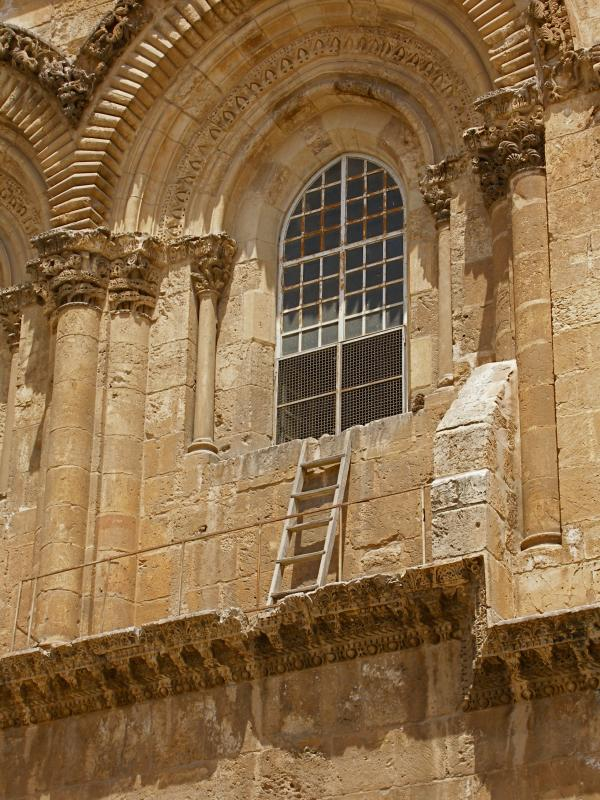
圣墓教堂的现状梯子

现状梯子（希伯來語：‎, "status quo"，英语：Immovable Ladder）是一架黎巴嫩雪松木制的梯子，位于耶路撒冷老城圣墓教堂外立面的一扇窗户下方的窗台上。梯子及其放置的窗台可能原属于亚美尼亚使徒教会。现状梯子在1757年首次见于书面记载，迄今为止一直放在同样的位置，只临时搬动过两次（1997年和2009年）。
根据奥斯曼帝国苏丹颁布的圣地现状法令，六个基督教教派共同拥有圣墓教堂的使用权。任一教派没有另外五个教派的同意，均无权移动、重新排列或改动包括现状梯子在内的任何财产。然而长久以来，希腊正教会和亚美尼亚使徒教会仍为梯子的现状争执不休。
1964年教宗保禄六世颁布诏书，宣布梯子须留在原处，直到天主教和东正教合一之时。
1981年若望保禄二世遇刺案后仅仅一个月，有人试图搬走梯子，但很快就被以色列警察阻止。1997年，梯子一度失踪，几周后被送还。这起事件被认为是一场恶作剧，但仍险些引发亚美尼亚使徒教会和希腊正教会的进一步冲突。2009年梯子一度被移到左窗处，据信是为了清除用于翻新钟楼的脚手架。

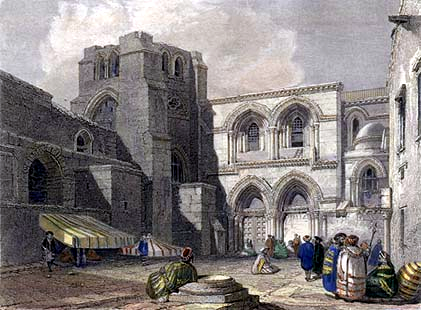
1834年的一副描绘圣墓教堂的版画，右上窗口下方可见现状梯子
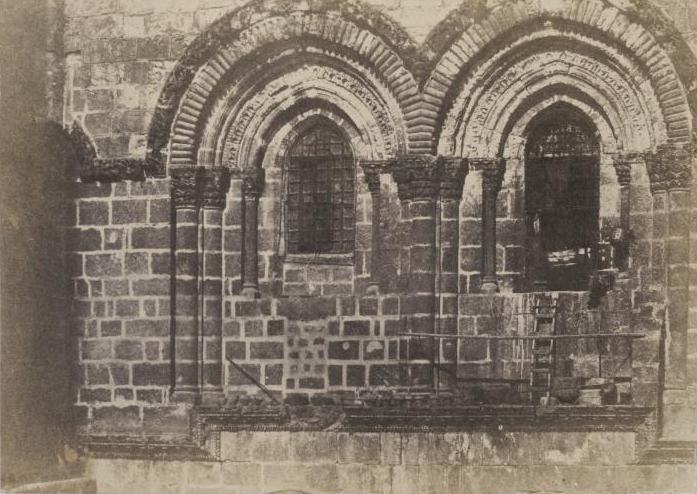
1856年的现状梯子
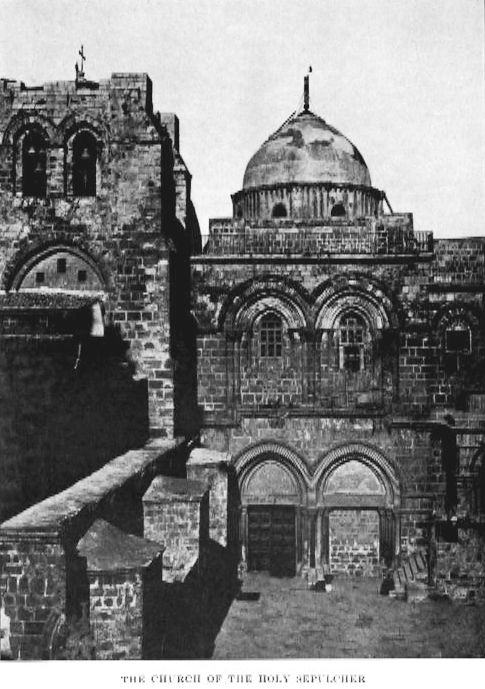
1885年的圣墓教堂，现状梯子在右上窗口下方
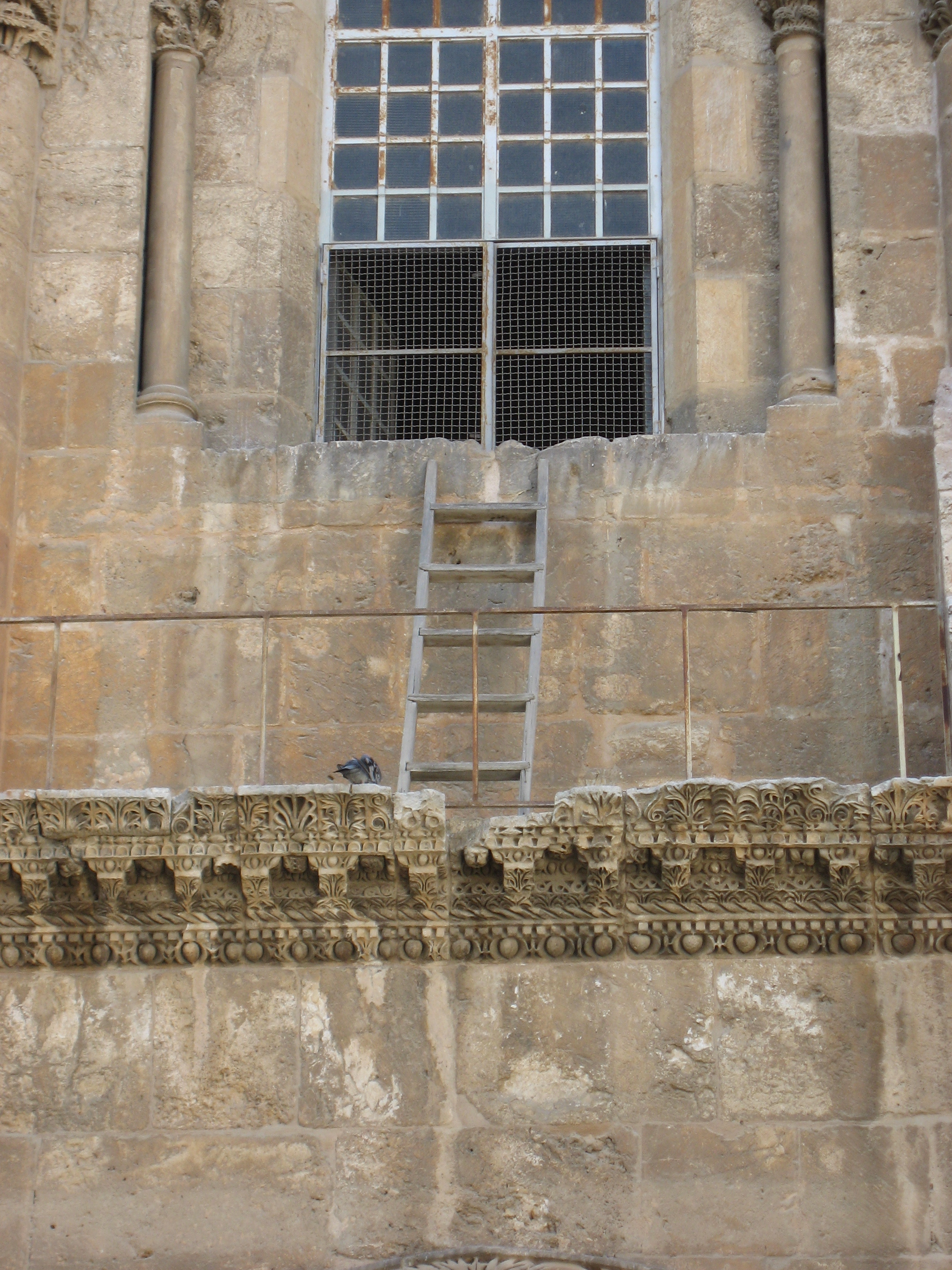
2009年的维持现状梯子